# Five Blind Boys of Mississippi
The Five Blind Boys of Mississippi fue un cuarteto de cantantes invidentes de música góspel estadounidense. Alcanzaron el éxito con el sencillo "Our Father" a principios de 1951.

## Historia
El grupo fue fundado en 1936 por Archie Brownlee, Joseph Ford, Lawrence Abrams y Lloyd Woodard como un cuarteto de estudiantes de la Escuela Piney Woods para personas invidentes cerca de Jackson (Misisipi). Originalmente cantaron bajo el nombre de "Cotton Blossom Singers", interpretando material secular para recaudar fondos para la escuela a instancias de su maestra, Martha Louise Morrow Foxx y del fundador de la institución, Laurence C. Jones. El 9 de marzo de 1937, el grupo realizó una grabación para el investigador de la Biblioteca del Congreso Alan Lomax . Después de graduarse a principios de los cuarenta, comenzaron a interpretar profesionalmente música pop como Cotton Blossom Singers y material religioso bajo el nombre de The Jackson Harmoneers. A menudo acompañados por una banda de jazz femenina que se originó en la misma escuela conocida como "The International Sweethearts of Rhythm". A principios de la década de 1940, Melvin Henderson, también conocido como Melvin Hendrix, se unió al grupo convirtiéndolos en un quinteto.
A mediados de la década de 1940, el grupo se mudó a Chicago y cambiaron su nombre a Five Blind Boys of Mississippi. Bajo la influencia de RH Harris de Soul Stirrers, Brownlee se acercó al góspel. Aunque la influencia de Harris fue persuasiva, la voz aguda de Brownlee, que podía pasar de un dulce canturreo a un grito devastador, era una de las más reconocibles del góspel. Aunque ciego de nacimiento, a veces también bajaba del escenario y se mezclaba con la audiencia.
Con la entrada en el grupo de Percell Perkins (quien reemplazó a Henderson), los Blind Boys entraron en su período de mayor fama. Perkins, que no era ciego, se convirtió en el mánager del grupo y comenzaron a grabar, primero para Excelsior Records en 1946, luego para Coleman Records en 1948. Ford fue reemplazado por otro cantante con ceguera parcial que luego recuperó la vista y tuvo que dejar el grupo. Fue reemplazado por JT Clinkscales. En 1950 el grupo se firmó con Peacock Records donde grabaron el éxito "Our Father" en su primera sesión.
Durante la década de 1950, el grupo grabó éxitos como "Old Ship Of Zion", "Coming Home", "Will Jesus Be Waiting?", "Song Of Praise", "I Wonder, Do You?" , "In The Wilderness", "I Never Heard A Man", "Let's Have Church", "Leave You In The Hands Of The Lord" y "Someone Watches". Brownlee murió de neumonía mientras estaba de gira en Nueva Orleans el 8 de febrero de 1960, a la edad de 34 años. Poco después Perkins dejó el grupo para ingresar al ministerio.
Brownlee fue, en un principio, reemplazado por Roscoe Robinson y después de que Robinson dejara el grupo para iniciar una carrera en solitario, este fue reemplazado por Henry Johnson como vocalista principal. El veterano del cuarteto Willmer Broadnax tomó la posición de segunda voz. Más tarde fue reemplazado por Willie Mincey. Broadnax, en particular, tenía una voz aguda comparable, en algunos aspectos, a la de Brownlee. Otros cantantes que trabajaron con el grupo durante un tiempo incluyeron a Sammy Lewis, George Warren, James Watts y Vance Powell. A finales de la década de 1960, el grupo había lanzado 27 sencillos y 2 álbumes para Peacock Records. En la década de 1970 y principios de la de 1980, grabaron algo de material para Jewel Records y continuaron de gira hasta la década de 1990. De los tres miembros restantes del grupo original, Lloyd Woodard murió en junio de 1973, Lawrence Abrams falleció en agosto de 1982 y Henry Johnson falleció el 10 de diciembre de 1999.
The Five Blind Boys of Mississippi no debe confundirse con The Blind Boys of Alabama, un grupo dirigido por Clarence Fountain. Existe cierta controversia sobre cuál de los dos grupos se nombró primero. Algunas fuentes dicen que los Five Blind Boys tomaron su nombre cuando Percell Perkins se unió a ellos a mediados de la década de 1940. Sin embargo, según Fountain, los dos grupos fueron bautizados simultáneamente durante un concurso de cuartetos en Newark, Nueva Jersey, en 1948.